# شهرستان زلنچوکسکی
شهرستان زلنچوکسکی (به لاتین: Zelenchuksky District) یک شهرستان در روسیه است که در قره‌چای و چرکس واقع شده‌است.